# Amegilla cingulata
Amegilla cingulata er et årevinget insekt i familie med honningbien. Den lever i Australien og nærliggende sydøstasiatiske lande. 
Den danske entomolog Johan Christian Fabricius var den første, der beskrev arten i 1775. 